# Hans Karl Georg von Kaltenborn-Stachau
Hans Karl Georg von Kaltenborn-Stachau (Magdeburgo, 23 de Março de 1836 — Braunschweig, 16 de Fevereiro de 1898) foi um general-de-infantaria e ministro da guerra da Prússia.
Descendente de uma família nobre, foi educado no Corpo de Cadetes e ingressou no 27º Regimento de Infantaria como segundo-tenente em 1854. Nos anos seguintes ele serviu a Academia Geral de Guerra e comandou o Departamento Topográfico do Estado-Maior.